# Tristam Nada
Pour les articles homonymes, voir Tristan.
Pascal Dequatremare, alias Tristam Nada, Tristan et Tristam Diquatrostagno, est un chanteur et peintre français, né le 3 août 1958 à Paris. Connu pour sa chanson Bonne, bonne humeur ce matin dans sa carrière solo en 1988, après avoir formé un groupe de punk rock français Guilty Razors.

## Biographie

### Carrière
Tristam Nada se forme, en 1975, dans un groupe de punk parisiens baptisé Guilty Razors qui ne sort qu’un disque I Don't Wanna Be a Rich en 1978, chez Polydor, avant leur séparation dans la même année.
À Formentera, avec César Maurel et Philippe Waty, il fonde, en septembre 1980, le groupe collectif d’artistes emblématiques de l’art urbain appelé Les Musulmans fumants. Leur première exposition a lieu, en 1981, dans un local de la rue des Blancs-Manteaux dans le Marais à Paris. La bande se sépare en 1990.
Entre-temps, il se lance, en 1988, sous le simple pseudonyme Tristan, dans une carrière solo avec son premier tube Bonne, bonne humeur ce matin. Le clip en est réalisé par Mathieu Kassovitz et Vincent Cassel y apparaît comme acteur débutant. Le disque se trouve, cette année-là, à la 51e place du classement des ventes : « C'est une opportunité dont je suis plutôt fier. (…) Je crois que j'aurais dû faire un disque plus trash, plus proche de l'esprit des Guilty, avec les musiciens que je fréquentais à l'époque, genre les Rita Mitsouko, FFF, etc. », raconte-il dans une interview en 2016.
En 1991, il est animateur sur M6 de 7h à 9h.
Les Disques Dreyfus sortent son premier album Les femmes et les enfants d'abord en 1991. Mais c'est un échec commercial et le contrat avec les disques Dreyfus ne sera pas renouvelé. Il cesse ensuite d'être chanteur et se concentre sur sa carrière d'artiste peintre.
Il possède son atelier dans le quartier de la Croix de Chavaux à Montreuil en Seine-Saint-Denis.

## Discographie

### Album studio
- 1991 : Les femmes et les enfants d'abord (Disques Dreyfus)

### Singles
- 1988 : Bonne, bonne humeur ce matin
- 1989 : Je veux un bébé
- 1991 : La chanson des poissons
- 1992 : Costume jaune